# Вебер, Анри
Анри Вебер (фр. Henri Weber; 23 июня 1944, Ленинабад, Таджикская ССР, Советский Союз — 26 апреля 2020, Авиньон, Франция) — французский политический деятель и политический философ. Один из лидеров левого студенческого движения 1960-х, активист леворадикального молодёжного Движения 22 марта во время восстания «Красного мая» 1968 года. Входил в руководство троцкистской Коммунистической лиги, а затем Социалистической партии. Последнюю представлял в качестве депутата Сената Франции, позже — Европейского парламента.

## Биография

### Детство: из СССР в Польшу и Францию
Родился на санитарном корабле, пришвартованном к берегу Сырдарьи близ Ленинабада (ныне Худжанд, Таджикистан), в семье польских евреев, бежавших от нацизма. Его родители из Хшанува, расположенного неподалеку от Освенцима, не принимали советское гражданство и были отправлены в лагеря для спецпоселенцев сперва в Сибири, где отец-часовщик работал на лесоповале, а мать — швеей, — а затем в Таджикской ССР. В своей автобиографии под названием «Мятежная юность» (Rebelle jeunesse) Вебер писал: «Это не был лагерь строгого режима и совсем не лагерь смерти, а настоящий трудовой лагерь: когда рабочий день заканчивался, заключенные могли свободно заниматься своими делами».
После освобождения Польши они смогли вернуться домой, но четыре года спустя из-за сохранявшегося там антисемитизма эмигрировали в Париж. Там Анри с ранних лет был вовлечён в общественную деятельность: участвовал в левосионистском молодёжном движении Ха-шомер ха-цаир, а затем, возмущённый колониальной войной в Алжире, в 16-летнем возрасте вступил, к неудовольствию родителей, в молодёжную организацию Французской коммунистической партии.

### Активист студенческого и троцкистского движений
Во время учёбы в Сорбонне, где он изучал социологию, вступил в Национальный профсоюз студентов Франции UNEF и Союз коммунистических студентов UEC, где первое выступление Вебера привлекло внимание одного из лидеров студентов-коммунистов — троцкиста Алена Кривина, присоединившегося к Международной коммунистической организации и искавшего единомышленников. Сдружившиеся Кривин и Вебер, также ставший сторонником Четвёртого интернационала, организовывали университетский митинг против путча генералов и принимали участие в летнем лагере в пригороде Алжира в августе 1963 года, организованном UEC совместно с Фронтом национального освобождения.
Однако их борьба за десталинизацию компартии закончилась исключением и уходом из ФКП. Студенты-коммунисты из Сорбонны, где в UEC преобладала «левая фракция», были недовольны поддержкой компартией в первом туре президентских выборов 1965 года кандидатуры Франсуа Миттерана (оказанной, несмотря на его прошлое на посту министра во время Алжирской войны). В конце 1965 года на семинаре в Бриансоне с троцкистским экономистом Эрнестом Манделем они основали новую организацию троцкистской направленности — «Революционную коммунистическую молодёжь» (Революционный коммунистический союз молодёжи, JCR). В 1966—1967 годах Вебер и Кривин были столпами социально-философского кружка, который другой троцкистский активист — орнитолог Пьер Руссе — собирал в подвале квартиры своего отца, левого голлиста Давида Руссе, некогда также бывшего сторонником Троцкого.

### Среди предводителей «Красного мая» 1968 года
Анри Вебер, наряду с Аленом Кривином и Даниэлем Бенсаидом становится одним из теоретиков троцкистской группы, которая из «Революционной коммунистической молодёжи» станет Коммунистической лигой, а затем — Революционной коммунистической лигой. Они вместе с анархистами и некоторыми маоистами входят в студенческое Движение 22 марта, сыгравшее важную роль в майских массовых протестах и последовавшей всеобщей забастовке 1968 года, которые Вебер с товарищами сравнивают со стачками 1936 во Франции и 1960—1961 годов в Бельгии, а также с революцией 1905 года в Российской империи. Вебер — в числе организаторов основных событий «Мая 68-го»: студенческой демонстрации 3 мая, оккупации Сорбонны и «Одеона», первой «ночи баррикад» 11 мая, совместной демонстрации с профсоюзами и демонстрации уже против руководства профобъединения Всеобщая конфедерация труда за «гренельские соглашения» с правительством.
Сам Вебер неоднократно подвергается задержаниям (в том числе за протесты под посольством США против войны во Вьетнаме), по горячим следам издаёт в соавторстве с Бенсаидом книгу о движениях 1968 года, принимает участие в создании Коммунистической лиги (вместе с Кривином и Бенсаидом он представляет её «2-ю тенденцию», тогда как Даниэль Глюкштейн — 1-ю, а Жан-Рене Шовен — 3-ю), возглавляет её печатное издание «Rouge», проводит тренировки для её активистов и готовит «силовой блок», участвует в организации демонстрации к 100-летию Парижской Коммуны и (вместе с маоистской «Пролетарской левой») в уличных столкновениях с неофашистами из организации «Новый порядок». Эти стычки с ультраправыми дают предлог правительству запретить в 1973 году Коммунистическую лигу, на время вынужденную уйти в подполье.

### Уход в научную деятельность
После этого Вебер постепенно отходит от троцкистского движения в академическую сферу. В конце 1968 года Мишель Фуко пригласил в его в коллектив экспериментального университетского центра в Венсенне, куда было вовлечено множество ведущих левых интеллектуалов того времени — Жиль Делёз, Ален Бадью, Этьен Балибар, Жан-Франсуа Лиотар. Вебер начинает читать курсы по введению в марксизм XX века и структуре леворадикального движения; его лекции иногда пытались сорвать маоисты во главе с Андре Глюксманом, вскоре ставшим идеологом правых «Новых философов». На протяжении 1970-х Вебер продолжать в марксистских научных дискуссиях, в том числе с Пуланзасом и Режи Дебре. Тогда же он встретился с продюсером Фабьен Серван-Шрейбер, с которой они поженились спустя три десятилетия отношений в 2007 году.
В период с 1981 по 1984 год он прекращает всякую политическую деятельность, чтобы посвятить себя семье и исследованиям, которые касаются, в частности, теоретических дискуссий в рамках социал-демократии начала XX века и еврокоммунизма. В 1982 году он присоединился к Исследовательскому центру изменений в промышленных компаниях (CRMSI), который возглавлял Жан-Луи Муано, бывший секретарь ВКТ. Также Вебер возглавил постоянно действующую Конференцию по политическим наукам.

### Политик-социалист. Сенатор и евродепутат
Преподавал на философском факультете Университета Париж-VIII до 1988 года, когда ушёл в большую политику, перейдя на социал-демократические позиции и став в 1986 году членом Социалистической партии. Был близким советником экс-премьера Лорана Фабиуса, заместителем мэра Сен-Дени (в 1988—1995 годах), сенатором (в 1995—2004 годах) и затем евродепутатом до 2014 года.
Там Вебер, избранный на европейских выборах 2004 года по северо-западу Франции, входил в Комитет Европейского парламента по культуре и образованию как представитель Партии европейских социалистов. Он также заменял коллег в Комитете по экономическим и валютным вопросам, являлся членом делегации в Комитете парламентского сотрудничества Россия-ЕС и альтернативным членом в аналогичной делегации по отношениям с Японией.
Анри Вебер умер в Авиньоне 26 апреля 2020 года от последствий коронавирусной инфекции во время вспышки пандемии COVID-19. О смерти политика сообщила его семья.
Вебер прошел обычный путь «новых левых» наших дней. Удивительный «ненасильственный революционный троцкизм» — социализм — чтение лекций в престижнейших университетах Франции — Европарламент.